# Darius Days
Darius Days (ur. 20 października 1999 w Gainesville) – amerykański koszykarz, występujący na pozycji silnego skrzydłowego.
W 2022 reprezentował San Antonio Spurs podczas rozgrywek letniej ligi NBA. Rozegrał też dwa spotkania przedsezonowe z Miami Heat.
23 października 2023 został zwolniony przez Houston Rockets.

## Osiągnięcia
Stan na 2 listopada 2023, na podstawie, o ile nie zaznaczono inaczej.
NCAA
- Uczestnik rozgrywek:
  - Sweet 16 turnieju NCAA (2019)
  - II rundy turnieju NCAA (2019, 2021)
  - turnieju:
    - NCAA (2019, 2021, 2022)
    - Portsmouth Invitational Tournament (2022)
- Mistrz sezonu regularnego konferencji Southeastern (SEC – 2019)
- Zaliczony do:
  - I składu turnieju Emerald Coast Classic (2022)
  - II składu SEC (2022)
  - III składu All-Louisiana (2021)
- Lider konferencji SEC w skuteczności rzutów za 2 punkty (2020 – 68,8%)
- Zawodnik tygodnia konferencji SEC (22.11.2021)

Indywidualne
- Zaliczony do:
  - I składu debiutantów G-League (2023)
  - II składu G-League (2023)